# Кубок Ларри О’Брайена
Кубок Ларри О’Брайена (англ. Larry O'Brien NBA Championship Trophy) — c 1977 года главный непереходящий трофей чемпионата Национальной баскетбольной ассоциации, которым награждается команда, победившая в финальной серии игр плей-офф. Текущий обладатель (сезон 2024/25) — «Оклахома-Сити Тандер».
Предшественником награды является совершенно иной по размеру, дизайну и стилистике Кубок Уолтера А. Брауна, вручавшийся с 1949 по 1976 год.
Несмотря на то, что уже с 1977 года Кубок Ларри О’Брайена имел новый дизайн, название было сохранено от старой награды — Кубка Уолтера А. Брауна. Лишь через 7 лет, в 1984 году трофей был официально переименован. Главная награда НБА названа в честь бывшего комиссара ассоциации — Ларри О’Брайена, занимавшего эту должность с 1975 по 1983 год, в знак уважения к его заслугам — именно при нём произошло объединение Американской баскетбольной ассоциации с национальной басктебольной ассоциацией и, как результат, расширение лиги с 18 до 23 команд; а также окончательно было утверждено правило трёхочковых бросков.

## Конструкция и особенности
Кубок представляет собой конструкцию высотой 25,5 дюйма (64,77 см), стилизованную в виде стандартного баскетбольного мяча размером 7 дюймов в диаметре (официальный размер мяча, которым играют в матчах НБА), попадающего в баскетбольное кольцо. Каждый год трофей изготовливается заново фабрикой Tiffany & Co. из 14,5 фунтов стерлингового серебра 925-й пробы и позолочивается 24-х каратным золотом. До редизайна награды в 2022 году на верхнюю часть прямоугольного основания наносился логотип НБА, год и название команды, удостоенной трофея. Общий вес награды составляет 29 фунтов (13,15 кг), а стоимость — $13 500.
Кубок Ларри О’Брайена является непереходящей наградой, то есть остаётся у выигравшей команды на постоянное хранение. В силу престижности и ценности награды команды, обладающие кубком, зачастую демонстрируют его на своих домашних аренах.

## Редизайн
В 2022 году, в честь 75-го сезона НБА, Tiffany & Co совместно с художником Виктором Соломоном немного изменили дизайн кубка. В новом дизайне стилизованная корзина с мячом опирается не на прямоугольное основание, из-за которого было неудобно деражть и поднимать кубок, а на два диска разного размера, расположенных друг на друге (верхний диск меньшего размера, чем нижний). На верхнем диске нанесены названия 75 команд-чемпионов с 1947 по 2021 год, на нижнем выгравированы команды, завоевавшие (или которые завоюют) трофей с 2022 по 2046 год, к 100-у сезону. На дне основания выгравирован логотип НБА и надпись «Finals». Мяч с кольцом и сеткой также притерпели незначительные изменения: полосы на мяче, а также сетка, стали более выделяющимися. Кроме того мяч и кольцо с сеткой теперь наклонены вправо и вперед, символизируя «лигу, смотряющую в будущее».

## Обладатели
Первым обладателем трофея в 1977 году стала команда «Портленд Трэйл Блэйзерс», победившая на домашнем паркете в шестой игре команду «Филадельфия Севенти Сиксерс».
Лидером по количеству выигранных Кубков Ларри О’Брайена являются «Лос-Анджелес Лейкерс», получившие трофей 11 раз — в 1980, 1982, 1985, 1987, 1988, 2000, 2001, 2002, 2009, 2010 и 2020 году.
«Чикаго Буллз» завоевывали главный трофей НБА 6 раз — в 1991, 1992, 1993, 1996, 1997 и 1998 году, а «Сан-Антонио Спёрс» — 5 раз; в 1999, 2003, 2005, 2007 и 2014 году.
Первой командой, завоевавшей кубок в 1984 году после его официального переименования стали «Бостон Селтикс», нанесшие поражение «Лос-Анджелес Лейкерс» в седьмой игре финала плей-офф на своей домашней арене «Бостон-гарден».
Первой командой, выигравшей кубок Ларри О’Брайена в обновленном дизайне (по окончании юбилейного 75-го сезона 2021/2022), стали «Голден Стэйт Уорриорз», победившие «Бостон Селтикс» со счётом в серии 4-2. Таким образом, именно название команды «Голден Стэйт Уорриорз» выгравировано первым на нижнем диски трофея.
| Команда                                  | Количество трофеев | Годы чемпионства в НБА                                           |
| ---------------------------------------- | ------------------ | ---------------------------------------------------------------- |
| Лос-Анджелес Лейкерс                     | 11                 | 1980, 1982, 1985, 1987, 1988, 2000, 2001, 2002, 2009, 2010, 2020 |
| Чикаго Буллз                             | 6                  | 1991, 1992, 1993, 1996, 1997, 1998                               |
| Бостон Селтикс                           | 5                  | 1981, 1984, 1986, 2008, 2024                                     |
| Сан-Антонио Спёрс                        | 5                  | 1999, 2003, 2005, 2007, 2014                                     |
| Голден Стэйт Уорриорз                    | 4                  | 2015, 2017, 2018, 2022                                           |
| Детройт Пистонс                          | 3                  | 1989, 1990, 2004                                                 |
| Майами Хит                               | 3                  | 2006, 2012, 2013                                                 |
| Хьюстон Рокетс                           | 2                  | 1994, 1995                                                       |
| Сиэтл Суперсоникс / Оклахома-Сити Тандер | 2                  | 1979, 2025                                                       |
| Кливленд Кавальерс                       | 1                  | 2016                                                             |
| Даллас Маверикс                          | 1                  | 2011                                                             |
| Денвер Наггетс                           | 1                  | 2023                                                             |
| Милуоки Бакс                             | 1                  | 2021                                                             |
| Филадельфия Севенти Сиксерс              | 1                  | 1983                                                             |
| Портленд Трэйл Блэйзерс                  | 1                  | 1977                                                             |
| Торонто Рэпторс                          | 1                  | 2019                                                             |
| Вашингтон Уизардс                        | 1                  | 1978                                                             |